# Critics' Choice Television Award de la meilleure série télévisée d'animation
Le Critics' Choice Television Award de la meilleure série télévisée d'animation (Critics' Choice Television Award for Best Animated Series) est l'une des récompenses décernées aux professionnels de l'industrie de la télévision par le jury de la Broadcast Television Journalists Association depuis 2012.

## Palmarès

### Années 2010
- 2012 : Archer[1]
  - Adventure Time
  - Bob's Burgers
  - Les Griffin
  - Star Wars: The Clone Wars

- 2013 : Archer
  - Adventure Time
  - Phinéas et Ferb
  - Regular Show
  - Les Simpson
  - Star Wars: The Clone Wars

- 2014 : Archer
  - Adventure Time
  - Bob's Burgers
  - Les Griffin
  - Phinéas et Ferb
  - Les Simpson

- 2015 : Archer
  - Bob's Burgers
  - Souvenirs de Gravity Falls
  - Les Simpson
  - South Park
  - Star Wars Rebels

- 2016 : BoJack Horseman
  - Bob's Burgers
  - Les Simpson
  - South Park
  - Star Wars Rebels

- 2017 : BoJack Horseman
  - Archer
  - Bob's Burgers
  - Les Simpson
  - Son of Zorn
  - South Park

- 2018 : Rick et Morty
  - Archer
  - Bob's Burgers
  - BoJack Horseman
  - Danger and Eggs
  - Les Simpson

- 2019 : BoJack Horseman
  - Adventure Time
  - Archer
  - Bob's Burgers
  - Les Simpson
  - South Park

### Années 2020
- 2020 : BoJack Horseman
  - Big Mouth
  - Dark Crystal : Le Temps de la résistance
  - She-Ra et les Princesses au pouvoir
  - Les Simpson
  - Undone

- 2021 : BoJack Horseman
  - Archer
  - Big Mouth
  - Central Park
  - Harley Quinn
  - Rick et Morty
  - Star Trek: Lower Decks

- 2022 : What If...?
  - Big Mouth
  - Bluey
  - Bob's Burgers
  - The Great North
  - Queer Force

- 2023 : Harley Quinn
  - Bluey
  - Bob's Burgers
  - Primal
  - Star Trek: Lower Decks
  - Undone

- 2024 : Scott Pilgrim prend son envol
  - Bluey
  - Bob's Burgers
  - Harley Quinn
  - Star Trek: Lower Decks
  - Young Love

- 2025 : X-Men ’97
  - Batman, le justicier masqué
  - Bluey
  - Bob's Burgers
  - Invincible
  - Les Simpson

## Statistiques

### Récompenses multiples
5 : BoJack Horseman
4 : Archer

### Nominations multiples
11 : Bob's Burgers
9 : Les Simpson
8 : Archer
6 : BoJack Horseman
4 : Adventure Time, Bluey, South Park
3 : Big Mouth, Harley Quinn, Star Trek: Lower Decks
2 : Les Griffin, Phinéas et Ferb, Rick et Morty, Star Wars: The Clone Wars, Star Wars Rebels, Undone